# Obuasi
Obuasi je město v Ghaně. Nachází se v Ašantském regionu 60 km jižně od jeho hlavního města Kumasi. Obuasi má přibližně 180 tisíc obyvatel, leží v nadmořské výšce 101 metrů a panuje zde tropické savanové podnebí s průměrnými teplotami okolo 25 °C. V okolí města se pěstují citrusy, maniok a kakaovník. 
Zdejší zásoby zlata byly využívány již v 17. století, v roce 1897 začali Angličané těžbu ve velkém. Místní zlatý důl společnosti AngloGold Ashanti patří mezi deset největších na světě. Dostatek pracovních příležitostí vedl ke vzrůstu počtu obyvatel ze 30 000 v roce 1970 na 140 000 v roce 2010. Těžba však vede také k vážnému poškození životního prostředí v regionu. Obuasi je sídlem římskokatolického biskupa a prochází jím železniční trať ze Sekondi-Takoradi do Kumasi. 
Místní fotbalový klub Ashanti Gold SC je čtyřnásobným mistrem Ghany.

## Partnerská města
- Riverside (Kalifornie)